# Benoît Cassart
Pour les articles homonymes, voir Cassart.
Benoît Cassart, né le 2 octobre 1968 à Liège, est un agriculteur, éleveur et homme politique belge, membre du Mouvement réformateur (MR). Il est député européen depuis juillet 2024.

## Biographie
Benoît Cassart, né le 2 octobre 1968 à Liège, est le fils de Léonard (ou Léo) Cassart, agriculteur-éleveur de bovins à Clavier, et de Bernadette Lamarche. Il est marié et a quatre enfants. 
Il a obtenu un diplôme de licencié en sciences économiques à l'Université catholique de Louvain (UCLouvain). En 2000, il reprend un élevage de bovin de race Blanc-Bleu Belge (BBB) à Porcheresse (Havelange) pérennisant ainsi la tradition familiale d'élevage. En juillet 2002, il crée la  SRL Fabroca, entreprise spécialisée dans la sélection génétique de Blanc-Bleu Belge. Il est également secrétaire national de la Fédération nationale du commerce de bétail et de viande en Belgique. 
Au niveau politique, il s'est déjà précédemment présenté aux élections européennes en 2014 sur les listes du MR et de Défi (parti politique) en 2019avant d'être élu en 2024 député européen sur la liste du MR. Comme les autres députés MR, Open VLD et Les Engagés au Parlement européen, il fait partie du groupe parlementaire Renew Europe. 
Au Parlement européen, il est coprésident de l'intergroupe élevage durable du Parlement européen et membre de Commission du commerce international, de la Commission des transports et du tourisme, de la Délégation pour les relations avec les pays du Maghreb et l’Union du Maghreb arabe, y compris les commissions parlementaires mixtes UE-Maroc, UE-Tunisie et UE-Algérie, de la Délégation pour les relations avec les pays de la Communauté andine et de la Délégation à l'Assemblée parlementaire euro-latino-américaine. 